# Phylloptera derodifolia
Phylloptera derodifolia är en insektsart som beskrevs av Henri Saussure 1859. Phylloptera derodifolia ingår i släktet Phylloptera och familjen vårtbitare. Inga underarter finns listade i Catalogue of Life.